# Landers School
Landers School, pensionado para señoritas, luego conocida como Cristina y sus amigas, fue una serie de historietas española, creada por el guionista Antonio Turnes, con el seudónimo de T. Ardanuy, y el dibujante Manuel Cuyás, para la revista Mundo Juvenil de Editorial Bruguera en 1963.

## Trayectoria editorial
Tras su debut en Mundo Juvenil, Landers School pasó a Sissi Juvenil en 1965. Con su nuevo título de Cristina y sus amigas apareció en Lily y la colección Joyas Literarias Juveniles.
El 6 de abril de 2011, Ediciones B inició una reedición de la serie en tomos de 96 páginas.

## Argumento
La serie narra las aventuras de cinco chicas de un internado suizo, Cristina, Judith, Lidia, Patricia y Ángela, muy en la línea de Enid Blyton.

## Valoración
El teórico Jesús Cuadrado la considera una de las obras maestras de la historieta española.